# Holztriftanlage Klausen-Leopoldsdorf

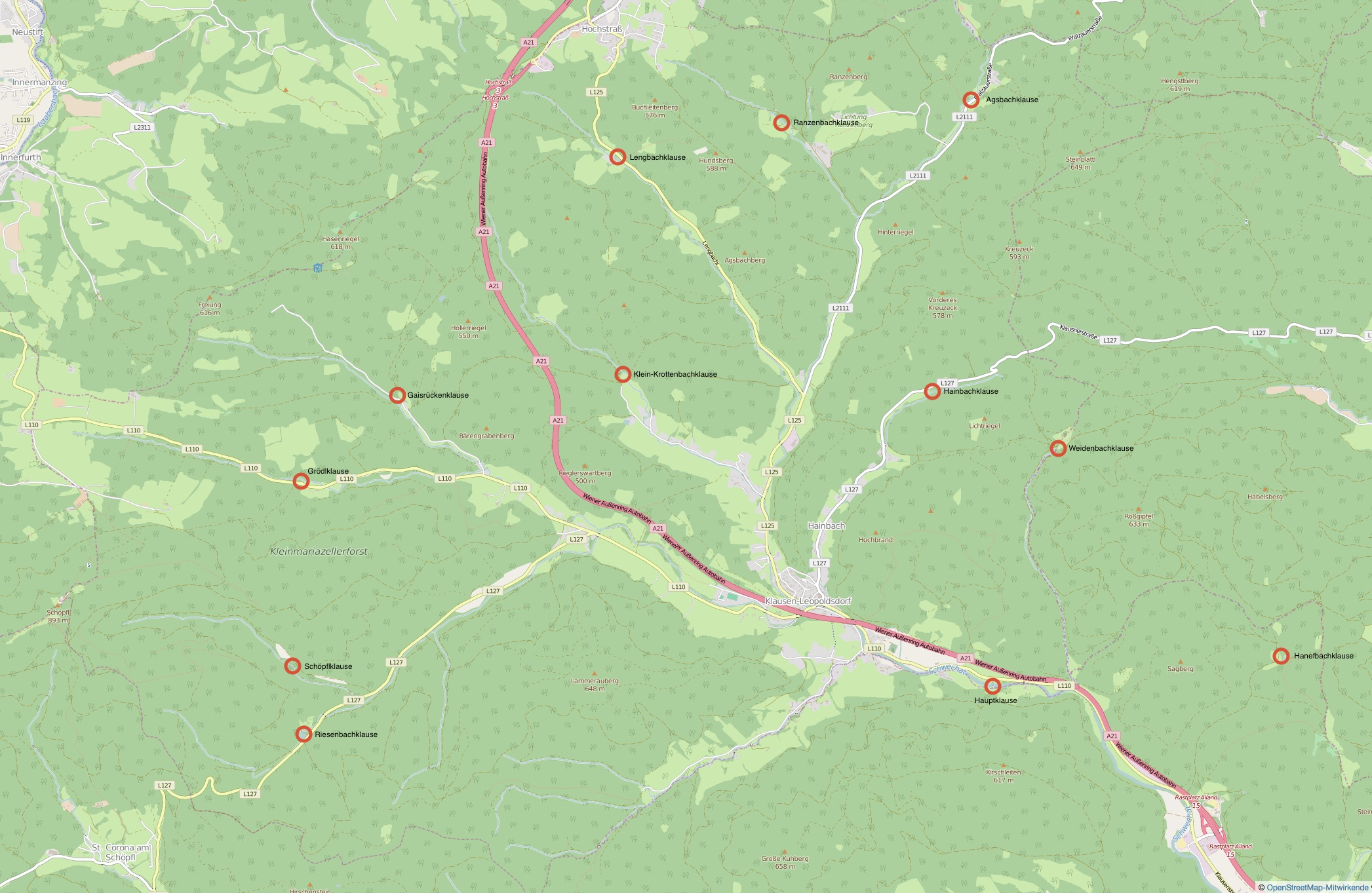
Übersicht historische Klausen

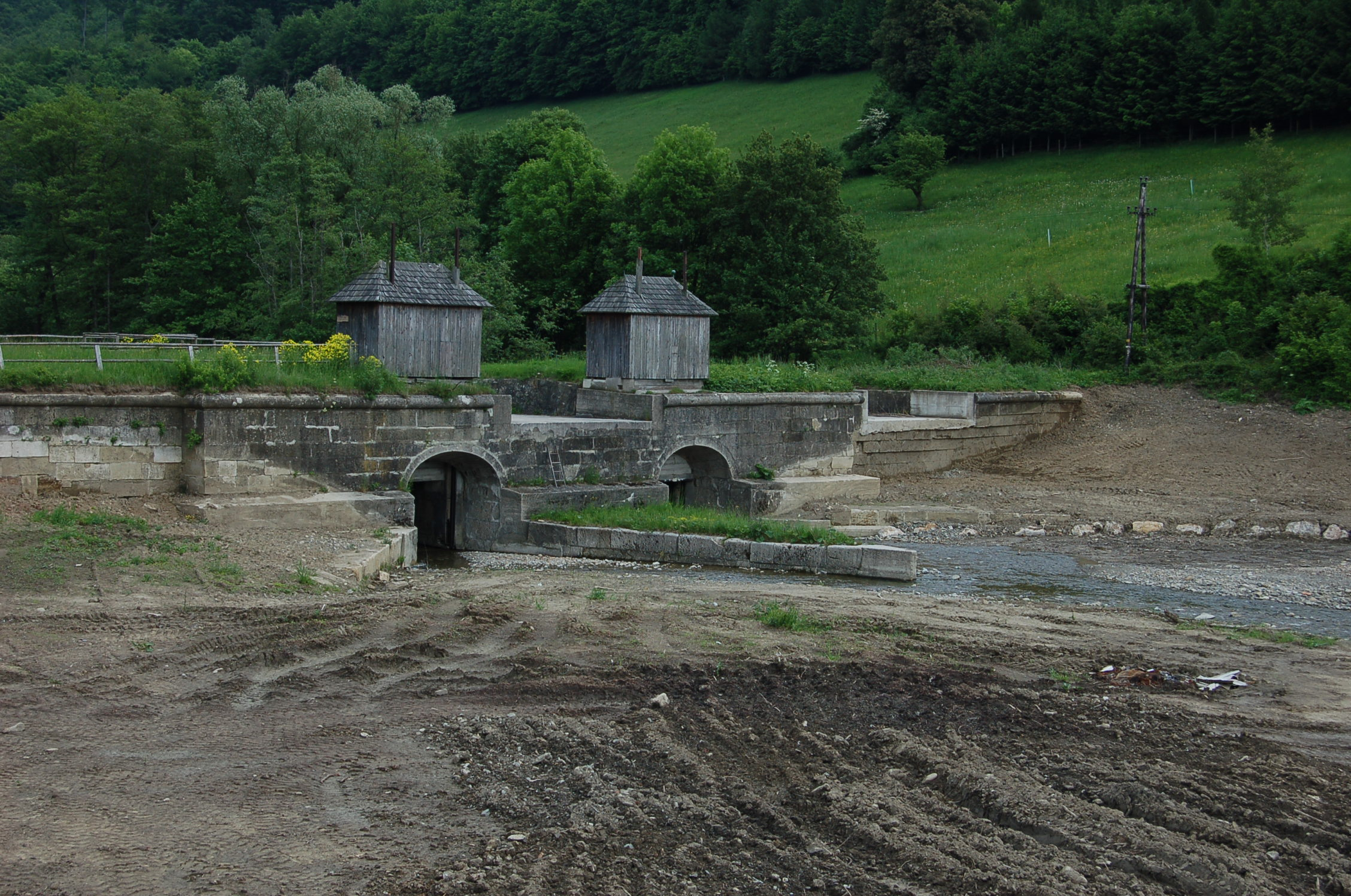
Hauptklause

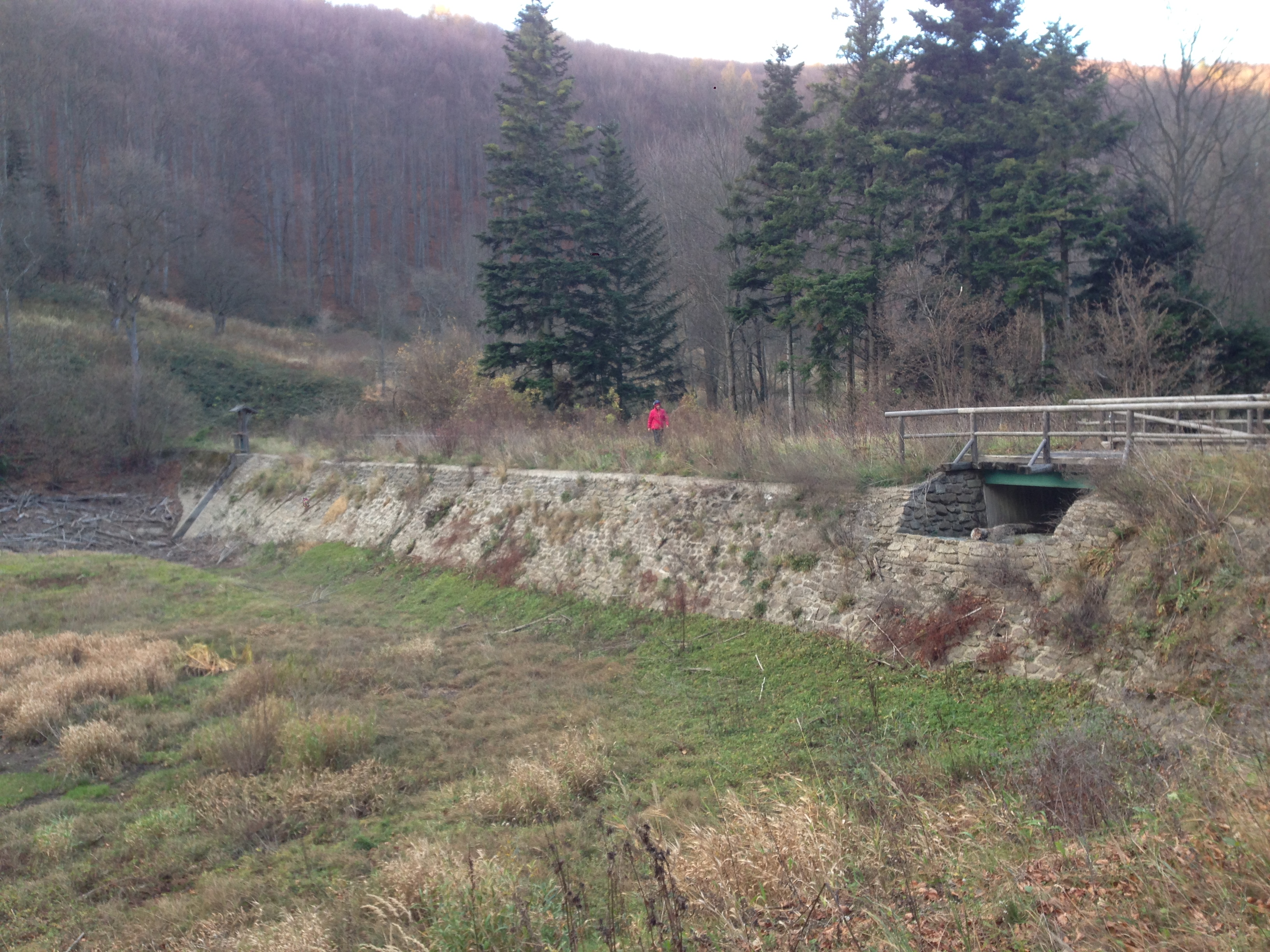
Riesenbachklause

Die Holztriftanlage Klausen-Leopoldsdorf ist eine ehemalige Triftanlage im Gemeindegebiet von Klausen-Leopoldsdorf in Niederösterreich.
Sie wurde im Jahr 1667 unter Kaiser Leopold I. als Holztriftanlage im Schwechattal gegründet und bestand im Vollausbau aus 14 Klausen. Sie diente dem Transport von geschlagenem Holz aus dem Einzugsgebiet der Schwechat und ihrer Nebenflüsse. Das Holz wurde in Baden mit einer Rechenanlage eingesammelt und nach Wien weitertransportiert (nach dessen Inbetriebnahme 1803 über den Wiener Neustädter Kanal). 1756 wurde die Hauptklause als Massivbau anstelle eines hölzernen Vorgängerbaus errichtet.
Zimmerleute aus dem Salzkammergut gründeten die Siedlung „Leopoldsdorff in der Claußen“, heute Klausen-Leopoldsdorf.
Die Daten der Anlage waren:
- Wassereinzugsgebiet 69,62 km²
- Gesamtfassungsvermögen 253.000 m³
- Triftbachlänge 84 km
- Gesamte Triftmenge 1667–1939: 8,5 Mio. rfm

Die letzte Trift fand 1939, nach anderen Angaben 1942 statt.

## Liste der einzelnen Klausen
- Agsbachklause (Lage) (Ruine)
- Gaisrückenklause (Lage) (Ruine)
- Grödlklause (Lage) (Ruine)
- Groß-Krottenbachklause (Lage) (Ruine)
- Hainbachklause (Lage) (Ruine)
- Hanefbachklause (im Gemeindegebiet von Alland[3]) (Lage) (Ruine)
- Hauptklause (Lage) (erhalten)
- Hollerbachklause (Lage) (Ruine)
- Klein-Krottenbachklause (Lage) (Ruine)
- Lengbachklause (Lage) (erhalten)
- Ranzenbachklause (Lage) (Ruine)
- Riesenbachklause (Lage) (erhalten): Erbaut 1742 und bis 1939 im Holztriftbetrieb. Diente als Staubecken für 22.000 m³ Wasser, mit dessen Kraft in mehreren Triftgängen in einem Jahr bis zu 18.000 Raumfestmeter Brennholzscheiter nach Baden geschwemmt wurden. Die 2006 revitalisierte Klause wurde zum Hochwasserrückhaltebecken ausgebaut.[2]
- Schöpflklause (Lage), auch Salygrabenklause genannt (erhalten): Dort befindet sich das Holztrift- und Forstmuseum Schöpflklause.[5]
- Weidenbachklause (Lage) (Ruine)

Die vier erhaltenen Klausen sowie die Überreste der Hainbachklause stehen unter Denkmalschutz, siehe Liste der denkmalgeschützten Objekte in Klausen-Leopoldsdorf.